# 刃物を研ぐ男
『刃物を研ぐ男』（はものをとぐおとこ、西: El Afilador, 英: The Knife-Grinder）は、スペインのロマン主義の巨匠フランシスコ・デ・ゴヤが1808年から1812年の間に制作した風俗画である。油彩。ナイフを研いでいる男を描いた作品で、『水売り女』（La aguadora）の対作品。現在は両作品ともにブダペストにあるブダペスト国立西洋美術館に所蔵されている。

## 作品

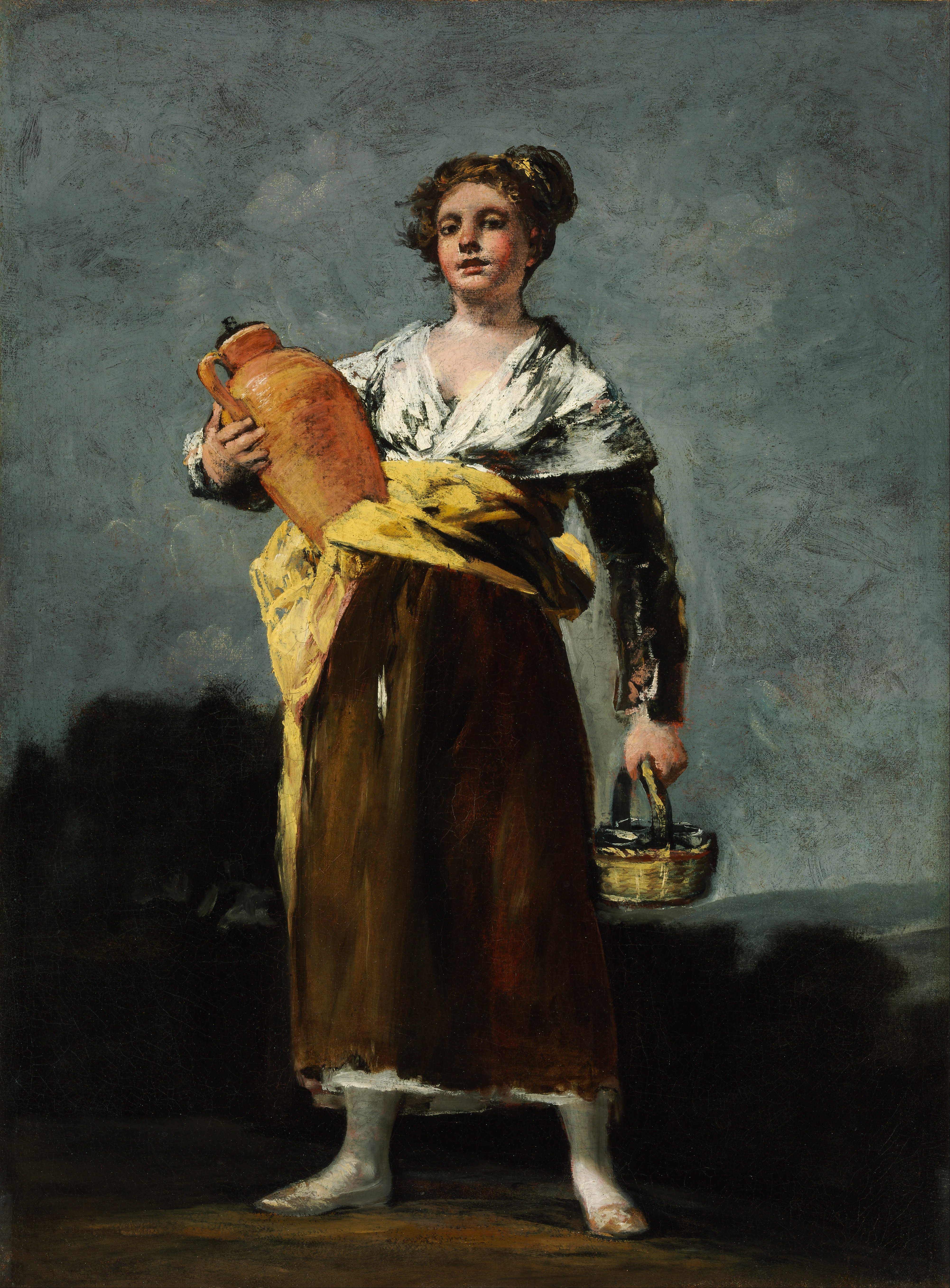
対作品『水売り女』。ブダペスト国立西洋美術館所蔵。

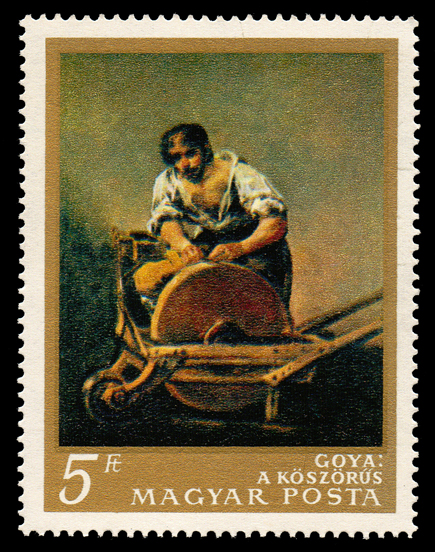
1968年にハンガリーで発行された切手。

ゴヤは仕事の最中である研ぎ師を描いている。彼は前かがみになって、ナイフを車輪状の砥石の上に置くために身を乗り出し、右足を手押し車の上に乗せている。砥石の素早い回転と砥石が発する熱は、砥石近くの赤い筆遣いで表現されている。この熱を抑えるために一筋の水が砥石に降り注がれている。彼が着ている白いシャツの袖は肘までまくり上げられ、胸元のいくつかのボタンが外されて肌が露出している。研ぎ師は鑑賞者の存在に気づき、顔を上げて鑑賞者をまっすぐに見ている。まるで彼が仕事に忙殺され、手を休めることができないときに鑑賞者が仕事場にやって来てしまったかのようである。彼の顔はその仕事が非常に骨の折れるものであることを物語っている。ゴヤはすでに別の絵画が描かれていたキャンバスの上に本作品を描いたことが、X線撮影を用いた科学調査によって判明している。人物のポーズはゴヤが『イタリア素描帖』（Cuaderno italiano）に描いた古代の彫刻『ベルヴェデーレのトルソ』を彷彿とさせる一方、平坦かつニュートラルな背景は奥行きをまったく感じさせない。この背景は対作品『水売り女』でも同様で、この種の風俗画では珍しいほとんど抽象化された背景により、その現代的な外観と独創性において注目すべき作品となっている。
『水売り女』と『刃物を研ぐ男』はホセファ・バイユーの死後に作成された1812年のゴヤ家の財産目録に2点合わせて13番として記載され、300レアルと評価されている。美術史家ピエール・ガシエとジュリエット・ウィルソン＝バローが驚いたようにこの評価はより大きなサイズの『老女たち』（Las viejas）と同じであり、さらにこれは目録の中で大きなサイズの『バルコニーのマハたち』（Majas al balcón）と『バルコニーのマハとセレスティーナ（Maja y celestina al balcón）に次ぐ評価である。
両作品が1812年の目録に記載され、キャンバスを再利用して描かれた事実は、ほぼ間違いなくゴヤが自分自身のために描いた作品であることを示している。そしてそれはゴヤ自身が両作品を非常に高く評価していたことを推測させる。
研究者たちは両作品をナポレオン軍との戦争における無名の英雄たちへのオマージュと解釈している。本作品では戦いに加わった人々のナイフを研ぐ役割を担った研ぎ師たちに敬意を表したのだと思われる。ナイフはときに一般人が使える唯一の武器で、ゴヤの戦争描写には、石、木片、またとりわけナイフで身を守る人々の姿が数多く描写されている。

## 来歴
両作品は1812年のゴヤ家の財産目録に記載されたのち、オーストリアの駐スペイン大使として1815年から1817年にマドリードに滞在した外交官アロイス・ヴェンツェル・フォン・カウニッツ＝リートベルクによって購入された。彼は後にこれらをニコラウス・エステルハージ王子に売却し、エステルハージ王子はこれらをブダペスト国立西洋美術館に売却した。

## 切手
『水売り女』と『刃物を研ぐ男』はブダペスト国立西洋美術館を代表する作品の1つとして、1968年にハンガリーから発行された切手の図案に採用されている。

## ギャラリー
関連する作品

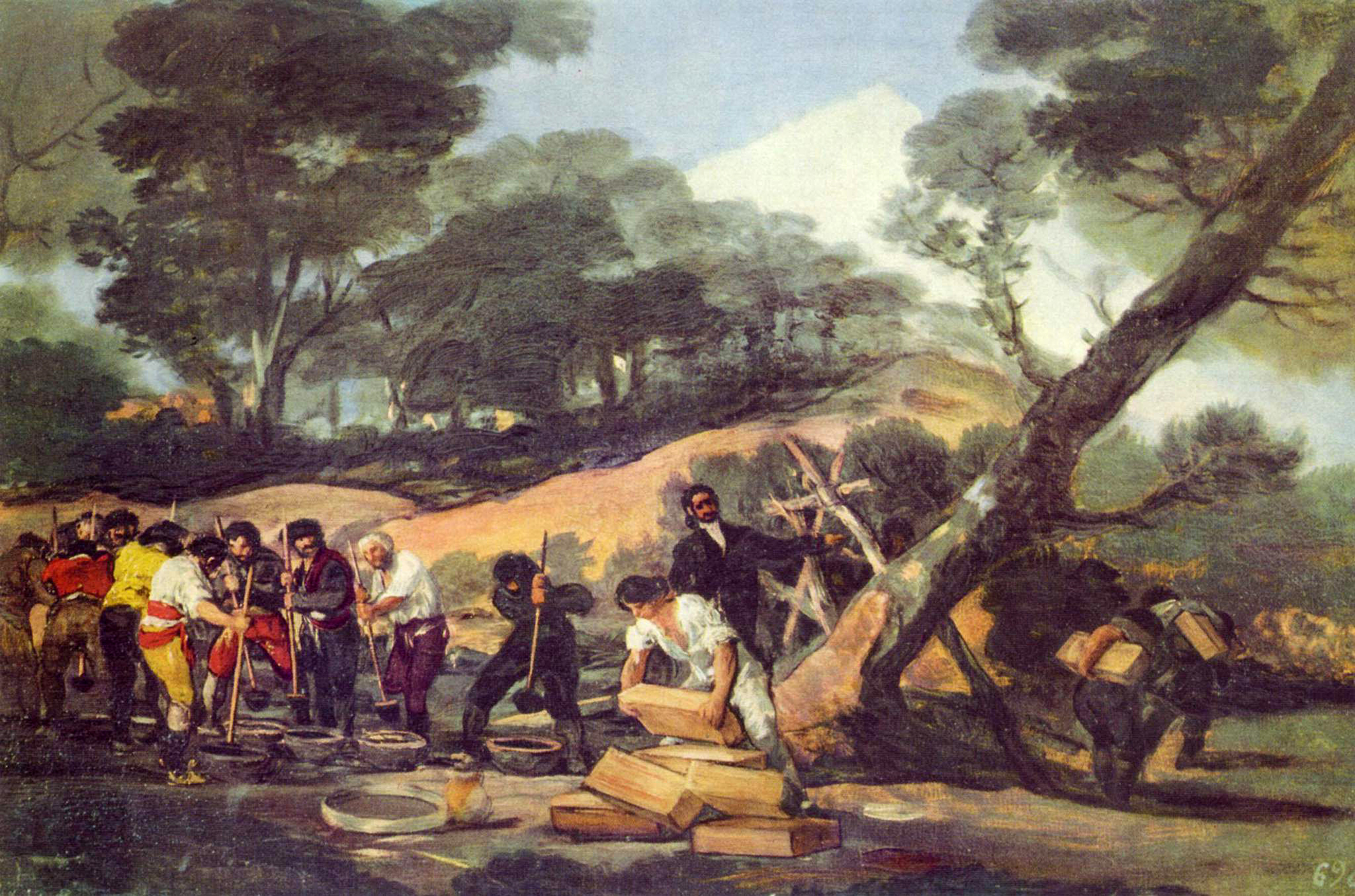
『火薬の製造』1810年-1814年頃
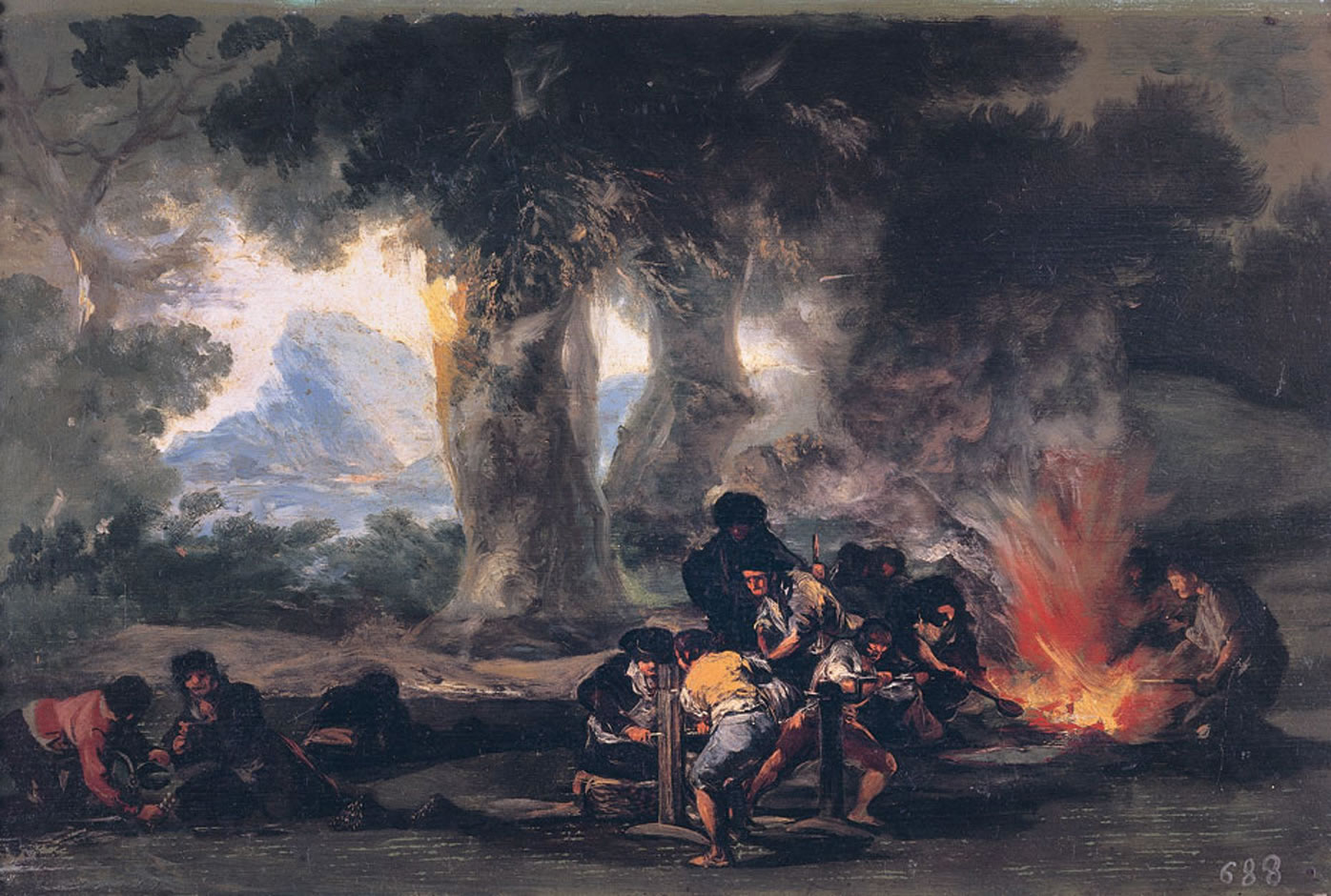
『弾丸の製造』1810年-1814年頃